# 超固体
超固体（英語：Supersolid）是一种所有分子（或原子、原子对）处于同一个低温基态的物质状态，属于玻爱凝聚态，和超流体很相似。超固体有很多神奇的特性，例如所有分子都表现得像同一个分子，熵为零，黏度为零，無摩擦力並且能像液體一樣流動，同時維持其晶格結構等等。
2004年美国宾夕法尼亚州立大学的科学家陳鴻渭宣布发现将固氦冷冻到特别低的温度下，并使其在不同的速度下振荡，结果发现，粒子表现出无摩擦流动现象，就像发生在液氦的超流体现象中的情况一样。固氦粒子的这种行为表现此前从未发现过。
2021年科學家首次成功利用鏑原子製造出二維的超固體。